# Квіннесек (Мічиган)
Квіннесек (англ. Quinnesec) — переписна місцевість (CDP) в США, в окрузі Дікінсон штату Мічиган. Населення — 1083 особи (2020).

## Географія
Квіннесек розташований за координатами 45°47′51″ пн. ш. 87°59′39″ зх. д. / 45.79750° пн. ш. 87.99417° зх. д. (45.797466, -87.994062).  За даними Бюро перепису населення США в 2010 році переписна місцевість мала площу 3,05 км², з яких 2,83 км² — суходіл та 0,22 км² — водойми. В 2017 році площа становила 4,12 км², з яких 3,90 км² — суходіл та 0,22 км² — водойми.

## Демографія
Згідно з переписом 2010 року, у переписній місцевості мешкала 1191 особа в 473 домогосподарствах у складі 370 родин. Густота населення становила 390 осіб/км².  Було 504 помешкання (165/км²).
Расовий склад населення:
| - 97,2 % — білих - 1,0 % — чорних або афроамериканців - 0,5 % — корінних американців - 0,3 % — азіатів |

До двох чи більше рас належало 0,7 %. Частка іспаномовних становила 0,7 % від усіх жителів.
За віковим діапазоном населення розподілялося таким чином: 21,5 % — особи молодші 18 років, 63,4 % — особи у віці 18—64 років, 15,1 % — особи у віці 65 років та старші. Медіана віку мешканця становила 45,5 року. На 100 осіб жіночої статі у переписній місцевості припадало 101,5 чоловіків;  на 100 жінок у віці від 18 років та старших — 97,3 чоловіків також старших 18 років.
Середній дохід на одне домашнє господарство  становив 57 963 долари США (медіана — 57 391), а середній дохід на одну сім'ю — 58 476 доларів (медіана — 55 326). Медіана доходів становила 31 641 долар для чоловіків та 35 000 доларів для жінок. За межею бідності перебувало 3,3 % осіб, у тому числі 0,0 % дітей у віці до 18 років та 0,0 % осіб у віці 65 років та старших.
Цивільне працевлаштоване населення становило 435 осіб. Основні галузі зайнятості: освіта, охорона здоров'я та соціальна допомога — 31,7 %, виробництво — 15,6 %, роздрібна торгівля — 13,6 %.

## Персоналії
- Скотт Біл (1890- 1973) — американський помічник кінорежисера.